# Der Duft von Schokolade
Der Duft von Schokolade ist ein historischer Roman des deutschen Schriftstellers Ewald Arenz. Er entstand in den Jahren 2005–2006 und wurde 2007 veröffentlicht.

## Entstehung
Nach Angaben des Autors war ein Besuch in der Cadolzburger Schokoladenfabrik Riegelein einer der Auslöser für die Entstehung des Romans. In einer anderen Quelle findet sich eine wesentlich prosaischere Darstellung, nach der die Lektorin des Verlags Arenz einen Titel vorschlug, der auch ein kommerzieller Erfolg werden könnte: „[…] ‚Schauen Sie‘, setzte [die Lektorin] mir in nettem Ton auseinander, ‚der Verleger will was Sinnliches. Das können Sie doch. Muß ja nicht intellektuell sein …‘ Ich starrte immer noch mißmutig den gezuckerten Rand des Cocktailglases an. ‚Schreib ich eben über Zucker‘, murrte ich, ‚ist süß und kaum intellektuell!‘ ‚Das ist doch eine schöne Idee!‘ lobte sie mich. Ich starrte sie entgeistert an. ‚Ironisch‘, sagte ich, ‚das war ironisch gemeint‘. ‚Sehen Sie‘, sagte sie und lehnte sich sehr zufrieden zurück, ‚das ist das Problem mit Ihnen. Sie wissen gar nicht, wann Sie gute Ideen haben. Und von Ironie haben Sie keine Ahnung. Es muß ja nicht Zucker sein. Süß ist doch auch schön. Schreiben Sie doch über …‘ sie dachte kurz nach: ‚Ja. Schreiben Sie über Schokolade!‘ So entstehen Romane, dachte ich desillusioniert, und die da draußen glauben alle an Inspiration.“

## Inhalt
August Liebeskind, ein etwa 30-jähriger Wiener Leutnant der k.u.k Armee, quittiert im Jahr 1881 den Militärdienst. Ein langer Sommer liegt vor ihm, bevor er im Herbst als Einkäufer in die Schokoladenfabrik seines Onkels eintreten soll. In dieser Zeit der Muße stellt er fest, dass seinem bisherigen Leben die Tiefe fehlte. Eine gewisse Orientierungslosigkeit ist die Folge, die er unter anderem dadurch zu überwinden sucht, dass er sich immer wieder an wesentliche Kindheitserlebnisse erinnert, die meistens mit seiner besonderen Gabe zu tun haben, Düfte sehr intensiv wahrzunehmen. Diese Gabe besteht vor allem darin, durch die Düfte die Geschichten der Personen wahrzunehmen, die mit ihnen verbunden sind. Es ist ihm manchmal auch möglich, mit Hilfe des Duftes einer Person deren Zukunft vage vorauszusehen. Kurz darauf begegnet er bei einem Kaffeehausbesuch der schönen, unnahbaren und exzentrischen Elena Palffy, die ihn durch ihre Überheblichkeit zunächst abstößt, aber auch fasziniert. Bei einem Pferderennen sehen sie sich zufällig wieder und August beginnt, sich in sie zu verlieben. Elena reagiert zunächst ambivalent auf seine Avancen, lässt sich aber bei einem Spaziergang durch Wien allmählich von Augusts Charme, vor allem aber durch die vielen ungewöhnlichen Geschichten gewinnen, die er über Wien zu erzählen weiß. Bei einem anschließenden Besuch eines Kaffeehauses entdeckt August Elenas Vorliebe für Süßes. In den nachfolgenden Monaten gelingt es August, Elena vor allem durch besondere Schokoladenkreationen zu gewinnen, für die er seine außergewöhnliche Begabung für Düfte und Geschmäcker einsetzt. Als sie sich im Herbst wiedersehen, werden sie ein Paar, obwohl Elena August offenbart, dass sie dem Gesetz nach nicht frei ist, da ihr Mann, ein Offizier, lediglich als vermisst gilt, nicht als tot. Nichtsdestotrotz beginnt eine leidenschaftliche amour fou zwischen den beiden. Als sie im Dezember eine Aufführung der Oper Hoffmanns Erzählungen im Wiener Ringtheater ansehen wollen, kommt es zu einem verheerenden Brand, bei dem August Elena verliert. In der darauf folgenden Zeit ist er von Trauer wie betäubt und verliert sich immer wieder in Erinnerungen an Elena, was schließlich dazu führt, dass er seinen Onkel bittet, ihm die Gelegenheit zu geben, eigenes Konfekt zu kreieren. Mit Hilfe seiner besonderen Gabe, in Düften ganze Geschichten zu sehen, stellt August sehr ungewöhnliches Konfekt her, das ihn in sehr kurzer Zeit in ganz Wien und darüber hinaus als herausragenden Confiseur berühmt macht. Im Frühjahr 1882 lernt er dann die junge Schauspielerin Louise Brenner kennen, mit der er eine Affäre beginnt, obwohl er nach wie vor Elena nachtrauert. Der Erfolg seiner Pralinen führt dazu, dass er von der aufstrebenden Firma Sarotti nach Berlin gerufen wird, um dort sein besonderes Konfekt herzustellen. Bei Sarotti macht er eine Praline in Form eines goldenen Skarabäus, der nach dem Muster eines Anhängers geformt ist, den Elena früher getragen hat. So kommt es dazu, dass Elena, die den Ringtheaterbrand nicht nur überlebt, sondern auch dazu benutzt hat, um ihrem Mann durch einen vorgetäuschten Tod endgültig zu entkommen, August wieder findet. Zur selben Zeit kommt auch Louise nach Berlin, um August dort zu besuchen. Die beiden Frauen begegnen sich und bei einem Picknick im Tegeler Schlosspark kommt es schließlich zu einer endgültigen Auseinandersetzung zwischen Elena und August. Sie fordern sich trotz eines aufziehenden Gewitters gegenseitig zu einem Wettschwimmen über den See heraus. August wirft Elena vor, ihn und seine Liebe verraten zu haben. Elena erklärt August, dass es für sie als Frau keine andere Möglichkeit gab, ihre Freiheit zu erlangen, als ihren Tod vorzutäuschen. Ihre Lage wird kritisch. als das Gewitter immer heftiger wird. August kann das Ufer nicht mehr erkennen und will umkehren. Elena dagegen besteht darauf, ans andere Ufer zu schwimmen. August kann das rettende Ufer in der Dunkelheit nur finden, weil Louise eine Bootshütte anzündet und damit ein Lichtsignal gibt, an dem August sich orientieren kann. Das Schicksal Elenas bleibt offen. August und Louise finden endgültig zueinander.

## Literarische Einordnung
Das Werk ist ein klassischer historischer Unterhaltungsroman mit literarischem Anspruch, der deutlich in der Tradition des magischen Realismus steht. Ähnliche Romane aus der Zeit, die vielleicht als Vorbilder oder Inspirationsquellen gedient haben mögen, sind etwa Bariccos „Seide“ oder etwa Maxence Fermines „Schnee“. Beide Romane stellen auf eine ähnlich überhöhte ästhetische Sinneswahrnehmung ab. Patrick Süskinds Roman „Das Parfum“ hingegen kann nur mit einiger Einschränkung als Inspiration gesehen werden. Zwar hat in beiden Romanen der Protagonist einen außergewöhnlich feinen Sinn für Düfte, doch ist diese Übereinstimmung doch eher vor dem Hintergrund zu sehen, dass ein sinnlicher Ästhetizismus in einer Reihe literarischer Werke der gleichen Entstehungszeit Thema ist.

## Themen
Obwohl Schokolade im Titel des Buches vorkommt, ist sie nicht eigentlich das wesentliche Thema des Buches, sondern es sind vielmehr die Düfte, die eine deutlich größere Rolle spielen. Die Fähigkeit Augusts, aus Düften und Gerüchen ganze Geschichten herauslesen zu können, steht im Mittelpunkt der Erzählung. Der rauchige Duft, den er bei Elena von Anfang an bemerkt, weist bereits auf den Ringtheaterbrand hin, der sein und ihr Leben von Grund auf verändern wird. Aus dem Geruch in der Wohnung seiner weitgereisten Tante Ida Pfeiffer – im Übrigen eine reale Figur – kann er nicht nur ihre Erlebnisse auf ihren Afrikareisen herauslesen, sondern auch ihren nahenden Tod. Ein weiteres zentrales Thema ist die verratene Liebe; ein typisches Sujet der schwarzen Romantik, das hier aufgenommen wird. Ein deutlicher Hinweis darauf ist die Oper Hoffmanns Erzählungen, die im Ringtheater gegeben werden soll, das aber an diesem Abend abbrennt. In der Oper wird Hoffmann von seiner Geliebten Giulietta verraten; im Roman verrät Elena August, um ihre Freiheit zu erlangen. Insofern wird das romantische Thema modern modifiziert: Elena stellt ihre persönliche Freiheit als Frau über ihre romantische Liebe zu August.

## Ausgaben
- Der Duft von Schokolade. Roman. ars vivendi, Cadolzburg 2007, ISBN 978-3-89716-813-8.
- Der Duft von Schokolade. Roman. dtv, München 2009, ISBN 978-3-423-13808-6.
- Der Duft von Schokolade. Roman. dtv Großdruck, München 2011, ISBN 978-3-423-25319-2.
- Der Duft von Schokolade. Roman. RM Buch und Medien, o. O. 2014, (Buchclubausgabe)

## Übersetzungen
Der Duft von Schokolade wurde in folgende Sprachen übersetzt:
- ins Italienische:

- Il Profumo del Cioccolato. übers. v. Aglae Pizzone. Feltrinelli. Milano 2016, ISBN 978-88-07-03211-0.

- ins Polnische:

- Zapach czekolady. übers. v. Agnieszka Gadzała. W.A.B., 2017, ISBN 978-83-280-4325-1.

- ins Spanische:

- El Aroma del Chocolate. übers. v. Juan Pablo Larreta. Bóveda, Sevilla 2017, ISBN 978-84-16691-58-6.